# Medgaz
A Medgaz egy mélytengeri csővezeték, amely évi 8 milliárd köbméter földgázt szállít Algériából Spanyolországba.

## Leírása
A gázvezeték az algériai Beni Szafból szállít gázt a spanyol Almeríába, ahol a már létező Almería-Albacete gázvezetékhez kapcsolódik. Az algériai tengerpartra Hasszi Rmel mezőiről jut a gáz.
Az algériai szárazföldi szakasz hossza 547 kilométer, a tenger alatti szakaszé 210 kilométer. A legnagyobb vízmélyseg, ahol a vezeték fut, 2160 méter.
A vezeték induló kapacitása évi 8 milliárd köbméter, ez később növelhetik és egy második ugyanakkora átmérőjű vezetéket is lefektethetnek.
A projekt becsült költsége 900 millió euró, ebből 630 millió euró jut a tengeralatti szakaszra. Az algériai szárazföldi szakaszt a Spie Capag, a tengeri szakaszt a Saipem építi. Az acélcsöveket a Nippon Steel, a három kompresszorfelszerelést a Dresser-Rand szállítja. A tanusítványokat a Lloyd's Register készíti.

## Története
Az Algéria és Európa közti közvetlen szállításokat biztosító csővezeték megépítésének az ötlete már az 1970-es években megjelent. A tenger alatti vezeték megvalósíthatóságának felmérésére már ekkor szeizmikai és geológiai vizsgálatokat végeztek, de a technikai feltételek ekkor még nem voltak adottak egy mélyvízi vezeték megépítéséhez és működtetéséhez.
Később azonban ezek a technikai akadályok elhárultak és 2000 augusztusában a CEPSA és a Sonatrach protokollt írt alá a gázvezeték megépítéséről. 2001 februárjában megalapították a projektcéget, a Medgazt (Sociedad para el Estudio y Promoción del Gasoducto Argelia-Europa, vía España S.A.). Ehhez más nemzetközi cégek is csatlakoztak.
A megvalósíthatósági tanulmány 2002-ben és 2003-ban készült. Az építkezés 2008. március 7-én indult, Almeríában. A tenger alatti szakasz lefektetését 2008 decemberében fejezték be. A csővezetéket hivatalosan 2011 március 1.-jén avatták fel.

## A konzorcium
A Medgaz konzorciuma jelenleg öt cégből áll: Sonatrach (36%), CEPSA (20%), Iberdrola (20%), Endesa (12%), GDF Suez (12%). 2006-ban a BP és a Total kivonultak a projektből.

## Külső hivatkozások
- Honlapja (spanyol, francia, angol)